# 元孟
元孟（?—?），东汉时焉耆王。
94年，西域都护班超讨伐焉耆。大军抵达焉耆城下，杀焉耆王广，改立焉耆左侯元孟为焉耆王。
班超的儿子班勇再次经略西域，127年，西域所有的城邦国家都已归服汉朝，只有焉耆王元孟未投降。汉顺帝派敦煌太守张朗率河西四郡兵三千士兵，配合班勇。班勇征发西域各国兵四万余，分两路进击焉耆。班勇从南道，张朗从北道，约定日期，在焉耆城下会师。张朗因先前有罪，急于求功，在约定日期之前，提前进攻，元孟害怕被杀，于是派使者请求投降。张朗直接进入焉耆城，受降而回。班勇因迟到而被征回洛阳，下狱免官。